# Kobylnica (województwo mazowieckie)
Kobylnica – wieś sołecka w Polsce położona  w województwie mazowieckim, w powiecie garwolińskim, w gminie Maciejowice. Leży na prawym brzegu Wisły.
Wieś w ziemi stężyckiej w województwie sandomierskim w XVI wieku była własnością pisarza ziemskiego stężyckiego    Mikołaja Kłoczowskiego. W latach 1975–1998 miejscowość administracyjnie należała do województwa siedleckiego.
Wierni Kościoła rzymskokatolickiego należą do parafii Wniebowzięcia Najświętszej Maryi Panny w Maciejowicach.

## Historia
Kobylnica została założona za panowania króla Zygmunta Starego, który jak głosi legenda miał tu stadninę, stąd uzasadnienie nazwy. W 1792 roku połowa dzisiejszej Kobylnicy przeszła w ręce ordynacji Zamoyskich. Mieszkańcy Kobylnicy i okolicznych uczestniczyli powstaniu styczniowym.
Ciężkie walki toczyły się tutaj na przełomie lipca i sierpnia 1915 roku, kiedy Niemcy, przekroczywszy Wisłę, przełamywali w tym rejonie uporczywą obronę rosyjską. W sierpniu 1920 r. wieś Kobylnica stanowiła najdalej wysunięty na południe od Warszawy punkt nad Wisłą, do którego dotarły patrole bolszewickie. 13 sierpnia 1920 roku do wsi wkroczyły wojska bolszewickie z Grupy Mozyrskiej, ale już 16 sierpnia wycofały się pod naporem 4 Armii Wojska Polskiego.

## Charakterystyka
Kobylnica to położona nad Wisłą niewielka miejscowość, wokół której rozciągają się lasy. W Kobylnicy mieszczą się trzy historyczne cmentarze, w tym dwa wojenne.